# 20512 Rothenberg
20512 Rothenberg este un asteroid din centura principală, descoperit pe 10 septembrie 1999, de André Knöfel.